# Leuciris paracuta
Leuciris paracuta är en fjärilsart som beskrevs av Thierry-mieg 1916. Leuciris paracuta ingår i släktet Leuciris och familjen mätare. Inga underarter finns listade i Catalogue of Life.